# ساو سالوادور د لوردلو

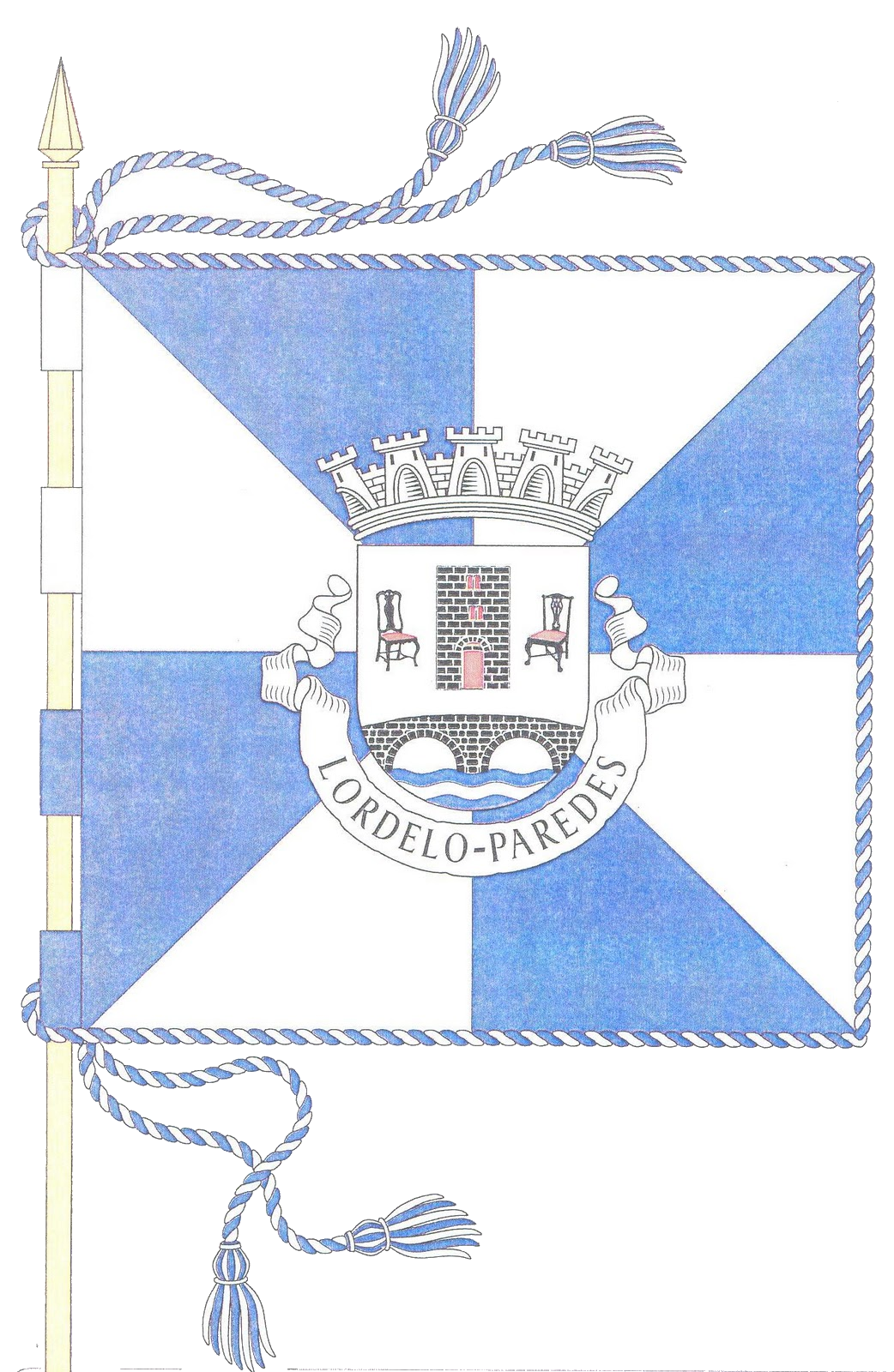
نمایی از پرچم شهر ساو سالوادور د لوردلو - ۲۰۱۴

ساو سالوادور د لوردلو (به پرتغالی: São Salvador de Lordelo) شهری در پاردس مونیسیپالیتی در کشور پرتغال واقع شده‌است. جمعیت این شهر ۱۱٬۰۰۰ نفر  است. در تاریخ ۲۶ اوت ۲۰۰۳ به عنوان شهر شناخته شد.